# Jean-Louis Guereña
Jean-Louis Guereña est un historien et hispaniste français, professeur de l'université François-Rabelais à Tours,. Il écrit en français et en espagnol.

## Œuvre
Il a écrit de nombreux ouvrages portant essentiellement sur la société espagnole. Ses œuvres principales sont La prostitución en la España contemporánea (Marcial Pons, 2003), Sociabilidad, cultura y educación en Asturias bajo la Restauración (1875-1900) (Real Instituto de Estudios Asturianos, 2005), El alfabeto de las buenas maneras: los manuales de urbanidad en la España contemporánea (Fundación Sánchez Ruipérez, 2005), Infierno español. Un ensayo de bibliografía de publicaciones eróticas españolas clandestinas (1812-1939) (Libris, 2011), et Les Espagnols et le sexe, XIXe et XXe siècles (Presses universitaires de Rennes, 2013),,,.
Il a aussi préfacé, édité ou coordonné d'autres ouvrages tels que Historia de la educación en la España contemporánea. Diez años de investigación (Centro de Publicaciones del Ministerio de Educación y Ciencia, 2004) et Nuevas Miradas Historiográficas sobre la Educación en la España de los siglo XIX y XX (Ministerio de Educación Cultura y Deporte, 2010) — tous les deux conjointement avec Julio Ruiz Berrio et Alejandro Tiana Ferrer —, Los nacionalismos en la España contemporánea. Ideologías, movimientos y símbolos (Centro de Ediciones de la Diputación de Málaga, 2006) — avec Manuel Morales Muñoz — et La sexualidad en la España contemporánea (1808-1950) (Universidad de Cádiz, 2011),, entre autres.
Il enseigne la civilisation de l'Espagne contemporaine à l'université François-Rabelais de Tours, où il fait partie du comité éditorial des Presses universitaires François-Rabelais. Pensionnaire de la Casa de Velázquez en 1985-1986, il a étudié un an au sein de l'École des hautes études hispaniques et ibériques. 